# 7219 Satterwhite
7219 Satterwhite (1981 EZ47) là một tiểu hành tinh vành đai chính được phát hiện ngày 3 tháng 3 năm 1981 bởi S. J. Bus ở Đài thiên văn Siding Spring trong khóa học thuộc Khảo sát tiểu hành tinh Schmidt-Caltech vương quốc Anh.